# Macuco (Timóteo)
Macuco é um bairro do município brasileiro de Timóteo, no interior do estado de Minas Gerais. Localiza-se no distrito-sede, estando situado na Regional Leste. Segundo o censo demográfico de 2022, realizado pelo Instituto Brasileiro de Geografia e Estatística (IBGE), sua população era de 2 948 habitantes e havia 1 037 domicílios particulares permanentes ocupados.
De acordo com o IBGE, em 2010 a população era de 2 920 habitantes e havia 1 732 domicílios particulares.

## História e descrição

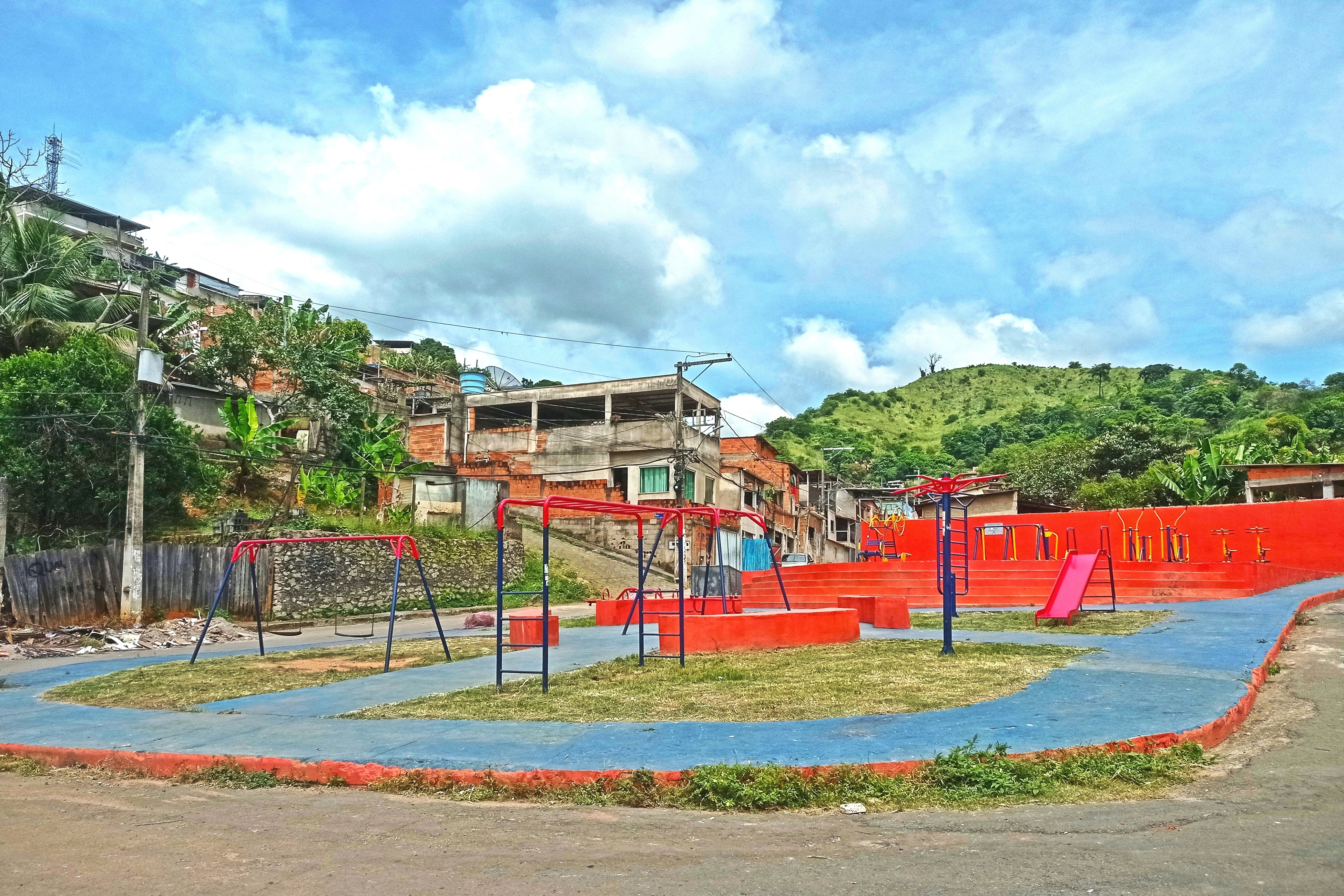
Praça Ana Gomes Dutra da Silva, no interior do Macuco.

O bairro surgiu na década de 1970, através de ocupações espontâneas. Entretanto, seu crescimento foi acelerado na década de 1990, incentivado sobretudo pela população de baixa renda por ser uma alternativa mais barata de terras. Isso era devido à pouca integração com o restante da cidade em comparação a outras áreas periféricas, como o Cachoeira do Vale. Em função das limitações da topografia seu desenvolvimento ocorreu de forma isolada dos centros Norte e Sul de Timóteo, que são as principais centralidades do município.
Está situado na extremidade leste do perímetro urbano de Timóteo, fazendo limite com a mata do Parque Estadual do Rio Doce. Apresenta uma dominância de habitações de classe baixa, inclusive com registros de moradias em áreas de risco de deslizamentos de terra. Segundo o IBGE, sua área é considerada como favela e comunidade urbana. A incidência de criminalidade é considerável.
A localidade possui um centro de visitações do Parque Estadual do Rio Doce gerido pelo Instituto Estadual de Florestas (IEF), de onde é possível acessar trilhas. Contudo, a proximidade do bairro favorece o surgimento de focos de queimadas que ameaçam a unidade de conservação. Há uma unidade básica de saúde no Macuco que atende à demanda da comunidade.